# 片目猿
『片目猿』（かためざる）は、横山光輝の漫画。1963年から1964年にかけて『ボーイズライフ』（小学館）にて連載された。
主人公は斎藤道三とその道三を助ける伊賀忍者の「猿」の2人で（題名にもなっているのでこちらの単独主人公か?）、道三が油売りの時から「猿」の助力を得て美濃国を手に入れるまでの物語である。横山が初めて描いた歴史物でもある。

## 登場人物
猿
伊賀忍者の小頭? で勘九郎を助ける。題名の通り片目はなく、伊賀忍者の頭領になるために勘九郎の元を去る。
勘九郎
後の斎藤道三。